# Sebastian Kurz

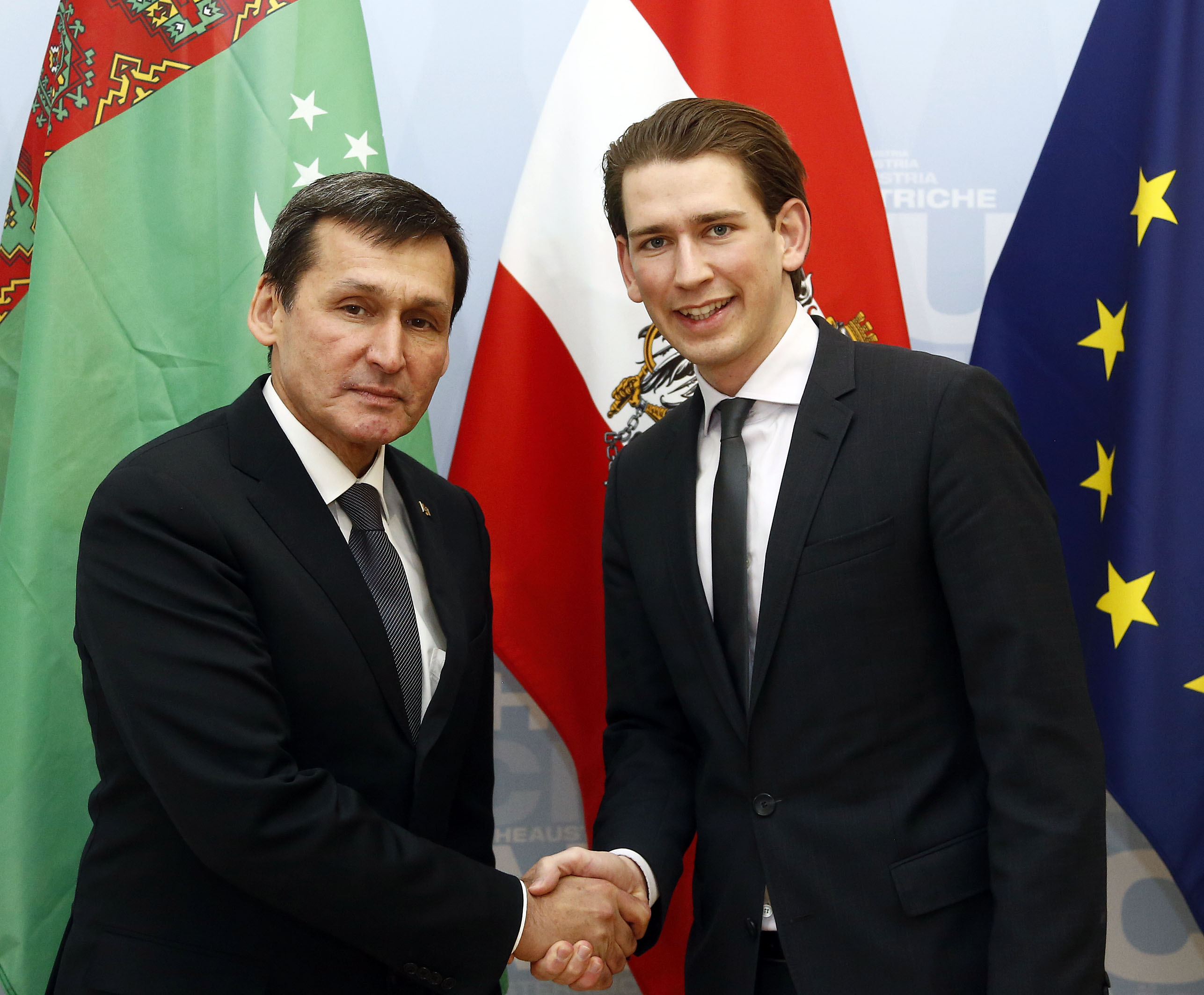
Sebastian Kurz (z prawej) i Raşit Meredow (2014)

Sebastian Kurz (ur. 27 sierpnia 1986 w Wiedniu) – austriacki polityk, deputowany krajowy, w latach 2013–2017 minister spraw zagranicznych, w latach 2017–2019 i 2020–2021 kanclerz Austrii, były lider Austriackiej Partii Ludowej (ÖVP).

## Życiorys

### Działalność do 2017
W 2004 zdał egzamin maturalny w szkole średniej w Wiedniu. Odbył służbę wojskową, po czym w 2005 rozpoczął studia prawnicze na Uniwersytecie Wiedeńskim, których nie ukończył.
Zaangażował się w działalność Austriackiej Partii Ludowej, w 2009 został wybrany na przewodniczącego organizacji młodzieżowej tej partii. W latach 2010–2011 był radnym Wiednia, w kwietniu 2011 objął stanowisko sekretarza stanu ds. integracji. W wyborach z września 2013 uzyskał mandat posła do Rady Narodowej. W grudniu tego samego roku w drugim rządzie Wernera Faymanna został z rekomendacji ÖVP powołany na urząd ministra spraw zagranicznych, odpowiedzialnego również za sprawy europejskie, a wkrótce później też za integrację. Pozostał na tym stanowisku także w utworzonym w maju 2016 gabinecie Christiana Kerna.
W 2015 przedstawił, przyjętą następnie przez austriacki parlament, propozycję nowej ustawy dotyczącej islamu. Wprowadziła m.in. zakaz finansowania meczetów i imamów z funduszy zagranicznych, uregulowała też kwestię wersji Koranu dostępnej w Austrii. Propozycje te polityk motywował koniecznością zmniejszenia wpływu radykalnego islamu w Austrii. Starał się również wprowadzić ułatwienia dla imigrantów celem integracji, a jednocześnie deklarował surowe traktowanie tych, którzy nie chcieli się integrować. Podczas kryzysu uchodźczego domagał się zamknięcia bałkańskiego szlaku i zapowiadał stanowcze działania wobec osób związanych z radykalnym islamem. Od 1 stycznia do 18 grudnia 2017 sprawował funkcję przewodniczącego OBWE.

### Działalność w latach 2017–2021
W maju 2017 został nowym liderem swojego ugrupowania w miejsce Reinholda Mitterlehnera. Jego nominację na funkcję przewodniczącego w lipcu tegoż roku potwierdził partyjny kongres. W październiku 2017 jego ugrupowanie zwyciężyło w wyborach parlamentarnych, uzyskało ponad 31% głosów i 62 mandaty. Sebastian Kurz ponownie został wybrany do Rady Narodowej. W tym samym miesiącu prezydent Alexander Van der Bellen zlecił mu misję utworzenia nowego rządu.
Pod koniec października wraz z ÖVP podjął rozmowy koalicyjne z narodowo-konserwatywną Wolnościową Partią Austrii (FPÖ). W połowie grudnia ogłoszono zawarcie porozumienia i przedstawiono skład przyszłego gabinetu, w ramach którego liderowi ludowców przypadła funkcja kanclerza. Urzędowanie na tym stanowisku rozpoczął 18 grudnia 2017, gdy jego rząd został zaprzysiężony przez prezydenta Alexandra Van der Bellena.
17 maja 2019 prasa opublikowała pochodzące z lipca 2017 nagrania ze spotkania lidera FPÖ, m.in. z kobietą podającą się za krewną wpływowego rosyjskiego oligarchy. W jego trakcie Heinz-Christian Strache miał m.in. oferować jej pomoc w uzyskaniu państwowych kontraktów w zamian za wsparcie jego partii przez austriacki tabloid, w który kobieta miała zainwestować. Zapoczątkowało to tzw. aferę z Ibizy. 18 maja Sebastian Kurz wykluczył możliwość dalszej współpracy z wicekanclerzem i zapowiedział jego odejście z rządu, a także dążenie do przedterminowych wyborów.
Konsekwencją afery był rozpad koalicji. 22 maja 2019 odwołano wszystkich ministrów rekomendowanych przez FPÖ (z wyjątkiem bezpartyjnej minister spraw zagranicznych). 27 maja 2019, dzień po zwycięskich dla ludowców eurowyborach, parlament głosami SPÖ i niedawnego koalicjanta przegłosował wobec jego rządu wotum nieufności, co rozpoczęło procedurę dymisji gabinetu. Następnego dnia Sebastian Kurz został odwołany, a obowiązki kanclerza tymczasowo przejął Hartwig Löger (kilka dni później kanclerzem została Brigitte Bierlein). Ostatecznie we wrześniu doszło do przedterminowych wyborów, które ludowcy ponownie wygrali. Sebastian Kurz uzyskał mandat posła XXVII kadencji.
Na początku października lider ludowców Sebastian Kurz otrzymał misję utworzenia nowego rządu. Po kilku tygodniach zawarto porozumienie o rozpoczęciu oficjalnych negocjacji z Zielonymi, powołano następnie liczne zespoły negocjacyjne celem ukształtowania przyszłego programu rządowego. 1 stycznia 2020 ogłoszono oficjalne porozumienie koalicyjne. 7 stycznia prezydent dokonał zaprzysiężenia Sebastiana Kurza na urząd kanclerza, a także powołał członków jego drugiego rządu.
9 października 2021 ogłosił rezygnację z urzędu kanclerza. Doszło do tego wkrótce po przeszukaniu przez śledczych biur kanclerza i partii w ramach postępowania dotyczącego defraudacji funduszy publicznych. Zakończył urzędowanie 11 października tegoż roku, gdy na czele rządu stanął rekomendowany przez niego Alexander Schallenberg. Objął kierownictwo frakcji poselskiej ludowców, jednakże 2 grudnia 2021 zapowiedział wycofanie się z działalności politycznej, w tym odejście z funkcji partyjnych. Następnego dnia ÖVP na swojego lidera i przyszłego kanclerza rekomendowała Karla Nehammera.

### Działalność od 2021
Po odejściu z polityki został zatrudniony w przedsiębiorstwie inwestycyjnym Petera Thiela. W 2022 powołany na współprzewodniczącego Europejskiej Rady ds. Tolerancji i Pojednania (ECTR). Założył również własną firmę konsultingową.
W 2024 został skazany na karę 8 miesięcy pozbawienia wolności z warunkowym zawieszeniem jej wykonania za składanie fałszywych zeznań przed komisją parlamentarną; były kanclerz nie przyznał się do tego czynu.

## Odznaczenia
- Order Republiki Serbii II klasy (Serbia, 2021)[35]